# Vasastadens kommunala flickskola
| Skolbyggnaden vid Hälsingegatan 2 (t.v.) och Upplandsgatan 100. |  | Skolbyggnaden vid Hälsingegatan 2 (t.v.) och Upplandsgatan 100. |
| Skolbyggnaden vid Hälsingegatan 2 (t.v.) och Upplandsgatan 100. |  |                                                                 |

Vasastadens kommunala flickskola var en av Stockholms flickskolor åren 1939-1968. Byggnaden uppfördes åren 1929-1931 efter arkitekt Ragnar Östbergs ritningar.
Skolan bildades 1939 genom kommunaliseringen och sammanslagningen av de privata flickskolorna Åhlinska elementarskolan på Dalagatan, Vasa högre flickskola på Hälsingegatan och Wallinska elementarskolan i Tegnérlunden. 1940 blev huset på Dalagatan huvudskola och expedition, medan de övriga avdelningarna var kvar i tidigare lokaler. 
År 1953 samlades skolan i en nyuppförd byggnad i S:t Eriksparken (arkitekt Paul Hedqvist). Härifrån drev skolan sin verksamhet fram till 1968, varefter namnet ändrades till Rödabergsskolan samtidigt upphörde flickskolan och blev en grundskola för pojkar och flickor i låg- och mellanstadium.